# 小行星5966
小行星5966（5966 Tomeko）是一颗围绕太阳公转的小行星。1990年11月15日，關勉在藝西天文台发现了此天体。
該小行星以日本五藤光學研究所創辦人五藤齊三的妻子五藤留子命名。
这颗小行星的绝对星等为282.6179934658252等。